# Orthosprache
Orthosprache ist eine von Grund auf methodisch aufgebaute Wissenschaftssprache.
Das Projekt, eine solche Sprache aufzubauen, in der die Verwendung der Worte normiert wird, stammt von Paul Lorenzen im Rahmen der Konstruktiven Wissenschaftstheorie des Erlanger Konstruktivismus. Es ist der Versuch, ein „zirkel- und schwindelfreies“ Begriffssystem zu erstellen, um dem Sprachwirrwarr entgegenzuwirken. Eine Ähnlichkeit zur Einheitssprache (analytische Philosophie) ist zwar vorhanden, aber das Vorgehen der konstruktiven Wissenschaftstheorie gründet im sprachlichen Handeln und ist kein analytisch-deduktives Beschreiben. Trotzdem sieht Lorenzen die Orthosprache als Teil der Linguistischen Wende.
Ein Schwerpunkt (nach der Logischen Propädeutik) der Durchführung dieses Programms liegt in der modallogischen Präzisierung des Wortes „kann“. Man unterscheidet
1. Möglichkeit gemäß physikalischer Verlaufshypothesen („Naturgesetze“)
2. Erreichbarkeit als menschliches Vermögen
3. potentielle (biologisch-medizinische) Veränderungen (etwa Wachstum)
4. „darf“ (ethisch-politisches unverboten)
5. usw.

Dazu lassen sich auch die entsprechenden „muss“-Modalitäten bilden. Interessant sind hierbei Verknüpfungen. Beispiel: ultra posse nemo obligatur (lat.: Über das Können (kann 2) hinaus wird niemand verpflichtet (muss 4)).
Wir bilden Zwecke unseres Handelns. Technische und politische Probleme treten auf, wenn Zwecke oder Mittel unverträglich sind. Auch solche Unverträglichkeit lässt sich modallogisch präzisieren. Lorenzen bestimmt das politische Ziel des Friedens als Arbeiten an zueinander verträglichen Lebensformen (oberste Zwecke).